# Copa etíop de futbol
La copa etíop de futbol és la màxima competició futbolística per eliminatòries d'Etiòpia. És organitzada per l'Ethiopian Football Federation. Fou creada l'any 1945.
Els clubs d'Eritrea participaren en aquest campionat abans de la independència del país.

## Historial
Font:
| Temporada | Campió                              | Resultat      | Finalista                  |
| --------- | ----------------------------------- | ------------- | -------------------------- |
| 1945      | British Military Mission-BMME (1)   |               |                            |
| 1946      | Army (1)                            |               |                            |
| 1947      | Polisportiva Addis Abeba (1)        |               |                            |
| 1948      | Body Guard (Kibur Zebega) (1)       |               |                            |
| 1949      | Army (2)                            |               |                            |
| 1950      | Army (3)                            |               |                            |
| 1951      | Army (4)                            |               |                            |
| 1952      | Saint-George SA (1)                 |               |                            |
| 1953      | Saint-George SA (2)                 |               |                            |
| 1954      | Army (5)                            |               |                            |
| 1955      | Mechal (6)                          |               |                            |
| 1956      | Mechal (7)                          |               |                            |
| 1957      | Saint-George SA (3)                 |               |                            |
| 1958      | Mekuria (Kibur Zebega) (2)          |               |                            |
| 1959      | Omedla FC (Police) (1)              |               |                            |
| 1960      | Nib (Debre Zeit / Air Force) (1)    |               |                            |
| 1961-69   | No es disputà                       | No es disputà | No es disputà              |
| 1970      | GS Asmara (1)                       |               |                            |
| 1971      | EEPCO FC (1)                        |               |                            |
| 1972      | EEPCO FC (2)                        |               |                            |
| 1973      | Saint-George SA (4)                 |               |                            |
| 1974      | Saint-George SA (5)                 |               |                            |
| 1975      | Mechal (8)                          |               |                            |
| 1976      | EEPCO FC (3)                        |               |                            |
| 1977      | Saint-George SA (6)                 |               |                            |
| 1978      | Omedla FC (2)                       |               |                            |
| 1979      | No es disputà                       | No es disputà | No es disputà              |
| 1980      | Ermejachen (1)                      |               |                            |
| 1981      | Red Sea FC (Key Bahr) (1)           |               |                            |
| 1982      | Mechal (9)                          |               |                            |
| 1983      | Red Sea FC (Key Bahr) (2)           |               |                            |
| 1984      | Eritrea Shoes Factory (1)           |               |                            |
| 1985      | Eritrea Shoes Factory (2)           |               |                            |
| 1986      | Building Construction (1)           |               |                            |
| 1987      | Eritrea Shoes Factory (3)           |               |                            |
| 1988      | Ethiopian Coffee (Bunna Gebeya) (1) |               |                            |
| 1989      | No es disputà                       | No es disputà | No es disputà              |
| 1990      | Mechal (10)                         |               |                            |
| 1991-92   | No es disputà                       | No es disputà | No es disputà              |
| 1993      | Saint-George SA (7)                 |               |                            |
| 1994      | Muger Cement (1)                    |               |                            |
| 1995      | Insurance (Medhin) (1)              |               |                            |
| 1996      | Awassa Flour Mill (1)               |               |                            |
| 1997      | Wolayta Tussa (1)                   |               |                            |
| 1998      | Ethiopian Coffee (Bunna) (2)        | 4-2 (prò.)    | Saint-George SA            |
| 1999      | Saint-George SA (8)                 |               | Ethiopian Coffee (Bunna)   |
| 2000      | Ethiopian Coffee (Bunna) (3)        | 2-1           | Awassa Kenema              |
| 2001      | EEPCO FC (4)                        | 2-1 (prò.)    | Guna Trading FC            |
| 2002      | Insurance (Medhin) (2)              | 0-0 (6-3 p)   | EEPCO FC                   |
| 2003      | Ethiopian Coffee (Bunna) (4)        | 2-0           | EEPCO FC                   |
| 2004      | Banks SC (1)                        | 1-0           | Ethiopian Coffee (Bunna)   |
| 2005      | Awassa Kenema (1)                   | 2-2 (p.)      | Muger Cement               |
| 2006      | Defence Force (Mekelakeya) (11)     | 1-0           | Ethiopian Coffee (Bunna)   |
| 2007      | Harrar Beer Botling FC (1)          |               |                            |
| 2008      | Ethiopian Coffee (Bunna) (5)        | 2-1           | Awassa Kenema              |
| 2009-10   | Dedebit FC (1)                      | 1-0           | Saint-George SA            |
| 2010-11   | Saint-George SA (9)                 | 3-1           | Muger Cement               |
| 2012      | No es disputà                       | No es disputà | No es disputà              |
| 2013      | Defence Force (Mekelakeya) (12)     | 0-0 (4-2 p)   | Saint-George SA            |
| 2014      | Dedebit FC (2)                      |               | [ b ] [ 6 ]                |
| 2015      | Defence Force (Mekelakeya) (13)     | 2-0           | Awassa Kenema              |
| 2016      | Saint-George SA (10)                | 1-1 (4-3 p)   | Defence Force (Mekelakeya) |
| 2017      | Wolayta Dicha (1)                   | 1-1 (4-3 p)   | Defence Force (Mekelakeya) |
| 2018      | Defence Force (Mekelakeya) (14)     | 0-0 (3-2 p)   | Saint-George SA            |
| 2019      | Fasil Kenema (1)                    | 1-1 (p.)      | Awassa Kenema              |
| 2020-23   | No es disputà                       | No es disputà | No es disputà              |
| 2024      | Ethiopian Coffee (Bunna) (6)        | 2-1 (prò.)    | Wolayta Dicha              |

1. ↑  L'edició de 2009-10 fou abandonada amb 1-0 per a Dedebit a la segona part, després que a Saint-George li expulsaren un cinquè home, Dedebit fou declarat campió.
2. ↑  En l'edició de 2014 el finalista fou Saint-George SA o Muger Cement.